# فايي دي أرانا
بلدية فايي دي أرانا (بالإسبانية: Valle de Arana) هي بلدية تقع في مقاطعة ألافا التابعة لإقليم الباسك شمال إسبانيا.

## الديموغرافيا
يبلغ عدد سكان بلدية فايي دي أرانا 287 نسمة عام 2011 (وفقاً للمعهد الوطني للإحصاء الإسباني).
| 366 | 353 | 337 | 338 | 313 | 305 | 287 |